# Tagramt
Tagramt (en árabe: تغرامت‎, en lenguas bereberes: ⵜⴰⵖⵕⴰⵎⵜ, en francés: Taghramt) es una comuna marroquí de la provincia de Fahs-Anyera, en la región Tánger-Tetuán-Alhucemas. Es la comuna más septentrional del país, situada en el Estrecho de Gibraltar. Limita al este con la ciudad autónoma española de Ceuta y la prefectura de Rincón-Castillejos; al norte, con el mar; al oeste, con la comunas de Quetzama y Anyera; y al sur, con la prefectura de Tetuán. Tiene 13.362 habitantes según el censo de 2004.